# Будаку-де-Жос
Будаку-де-Жос (рум. Budacu de Jos) — село у повіті Бистриця-Несеуд в Румунії. Адміністративний центр комуни Будаку-де-Жос.
Село розташоване на відстані 318 км на північ від Бухареста, 5 км на південь від Бистриці, 77 км на північний схід від Клуж-Напоки.

## Населення
За даними перепису населення 2002 року у селі проживали 896 осіб.
Національний склад населення села:
| Національність | Кількість осіб | Відсоток |
| -------------- | -------------- | -------- |
| цигани         | 454            | 50,7%    |
| румуни         | 437            | 48,8%    |
| угорці         | 5              | 0,6%     |

Рідною мовою назвали:
| Мова      | Кількість осіб | Відсоток |
| --------- | -------------- | -------- |
| румунська | 792            | 88,4%    |
| циганська | 103            | 11,5%    |